# Туманчино
Туманчино (баш. Томансы) — деревня в Мелеузовском районе Башкортостана, входит в состав Аптраковского сельсовета.

## История
Туманчино встретила XIX в. 23 дворами с населением 217 человек. Сын основателя Мухамет Туманчин был юртовым старшиной, но жил не в своей деревне. К X ревизии 1859 г. дворов стало гораздо больше — 65, а количество жителей — около 400 человек. В 1920 г. 435 человек  проживало в 89 дворах. На 298 человек было засеяно озимого хлеба только 3 четверти, или 24 пуда, ярового — 151 четверть (1208 пудов).

## Население
| 2002 | 2009 | 2010 |
| ---- | ---- | ---- |
| 184  | ↗206 | ↘186 |

Национальный состав
Согласно переписи 2002 года, преобладающая национальность — башкиры (95 %).

## Известные уроженцы
- Давлетбаев Рамис Разяпович (1962 г.) — директор телеканала «Салям», экс-директор АО «ТРК „Башкортостан“» и филиала ВГТРК ГТРК «Башкортостан».

## Географическое положение
Находится на берегу реки Белой.
Расстояние до:
- районного центра (Мелеуз): 13 км,
- центра сельсовета (Аптраково): 9 км,
- ближайшей ж/д станции (Мелеуз): 13 км.